# 프랑스 중위의 여자
《프랑스 중위의 여자》(The French Lieutenant's Woman)는 영국에서 제작된 카렐 라이즈 감독의 1981년 드라마, 멜로/로맨스 영화이다. 메릴 스트립 등이 주연으로 출연하였다. 존 파울즈의 동명의 1969년 소설에 기반을 두고 있다.

## 출연

### 주연
- 메릴 스트립
- 제러미 아이언스

### 조연
- 힐턴 맥래
- 에밀리 모건
- 샤롯 미첼
- 린제이 백스터
- 피터 본핸

## KBS 성우진 (1998년 2월 1일)
- 장유진 - 사라(메릴 스트립)
- 김세한 - 찰스(제러미 아이언스)
- 오인성 - 샘(힐턴 맥래)
- 김수경 - 어니스티나(린제이 백스터)
- 박민아 - 폴트니 부인(패티엔스 콜리어)
- 정민희 - 트랜터 부인(샤롯 미첼)
- 황원 - 그로건 박사(리오 맥켄)
- 윤병화
- 성창수
- 김태웅

## 기타
- 원작자: 존 파울즈
- 협력프로듀서: 제프리 헬먼
- 미술: 애쉬턴 고턴
- 의상: 톰 랜드